# Bitwa pod Lenino
Bitwa pod Lenino – starcie zbrojne w dniach 12–13 października 1943 w pobliżu miasteczka Lenino nad rzeką Miereją na wschodniej Białorusi (8 km od granicy z Rosją) stoczone w ramach operacji orszańskiej przez Armię Czerwoną (33 Armia Frontu Zachodniego i walcząca w jej składzie 1 Polska Dywizja Piechoty im. Tadeusza Kościuszki) a Wehrmachtem (337 Dywizja Piechoty, wspierana przez odwody XXXIX Korpusu Pancernego). Była chrztem bojowym polskich jednostek podległych armii Związku Radzieckiego oraz początkiem szlaku bojowego tzw. Ludowego Wojska Polskiego. W okresie PRL bitwa urosła do rangi symbolu, a jej rocznica (12 października) była obchodzona jako Dzień Wojska Polskiego.

## Przed bitwą
Po zwycięskiej bitwie na łuku kurskim (lipiec 1943) Armia Czerwona stanęła przed wyzwaniem przełamania oporu niemieckiego zaplanowanego na tzw. Panther-Wotan-Linie, która w dużej mierze opierała się na linii Dniepru, strategicznie ważnej i trudnej do zdobycia barierze naturalnej. Południowy, czyli ukraiński odcinek tej rzeki zdobywało aż pięć frontów armii radzieckiej w trakcie bitwy o Dniepr (24 sierpnia – 23 grudnia 1943), jednej z największych operacji II wojny światowej. Jednocześnie trzy inne fronty radzieckie otrzymały zadanie opanowania Bramy Smoleńskiej, czyli strategicznego obszaru pomiędzy górnymi odcinkami Dźwiny i Dniepru z głównymi miastami Smoleńskiem, Orszą i Witebskiem. Opanowanie Bramy Smoleńskiej miało uniemożliwić niemiecki kontratak na Moskwę i otwierało drogę na zachód przez Białoruś.
W wyniku zakończonej sukcesem operacji smoleńskiej (inaczej operacja Suworow, 7 sierpnia – 2 października 1943) Armia Czerwona zdołała opanować Smoleńsk zajmowany przez Niemców od 1941 roku i przerwała niemiecką linię obrony. Następnym działaniem w tamtym regionie była operacja orszańska (12 października– 2 grudnia 1943), która miała na celu kontynuację natarcia radzieckiego na zachód w kierunku Orszy, innego ważnego miasta Bramy Smoleńskiej nad górnym Dnieprem, i opanowanie go od drugiej, wschodniej strony tej rzeki.
Zadanie przeprowadzenia operacji orszańskiej otrzymał Front Zachodni Armii Czerwonej, dowodzony przez gen. armii Wasilija Sokołowskiego. Główne uderzenie w kierunku Orszy zaplanowano z linii miasteczka Lenino (do 1918 roku Romanowo, dawna posiadłość Radziwiłłów) i wsi Bajewo (była posiadłość Lubomirskich), miejscowości leżących nad rzeką Miereja, lewym dopływem Dniepru (przed rozbiorami Miereja była rzeką graniczną między Rzecząpospolitą a obszarem rdzennej Rosji), w odległości ok. 50 km od celu.
Termin rozpoczęcia operacji wyznaczono na 12 października, a głównego uderzenia na Lenino i Bajewo miały dokonać 21 Armia i 33 Armia. W skład tej ostatniej, dowodzonej przez gen. Wasilija Gordowa, włączona została przed operacją 1 Polska Dywizja Piechoty.

## Przygotowania

### Zadanie
Głównym celem natarcia 1 Dywizji Piechoty było, we współdziałaniu z 42 i 290 Dywizją Strzelecką Armii Czerwonej, przełamać obronę niemiecką na dwukilometrowym odcinku: Połzuchy – wzgórze 215,5, rozwijać natarcie w kierunku zachodnim i opanować rubież rzeki Pniewki na odcinku Bolszoj Diatieł i Sriednij Diatieł, a następnie nacierać w kierunku Łosiewa i Czuriłowa. W powstałą lukę miały wejść główne siły radzieckie z zadaniem dotarcia do linii Dniepru.
Dywizję wspierać miały pułki artylerii lekkiej 144 i 164 Dywizji Strzeleckich, 538 pułk moździerzy i 67 Brygada Haubic Armii Czerwonej.
Sąsiedzi: 42 Dywizja Strzelecka (II formowania) miała zająć wieś Sukino, 290 Dywizja Strzelecka – Lenino. Obie współdziałające dywizje radzieckie liczyły po około 4000 żołnierzy, czyli była to jedynie połowa stanu, jakim dysponowała dywizja polska.

### Planowanie działań
9 października gen. bryg. Zygmunt Berling przeprowadził rekonesans. Wykonał jedynie częściowo swoje zadanie, gdyż przeciwnik wykrył ruch na pierwszej linii i otworzył ogień artyleryjski. Przede wszystkim nie rozpoznano dokładnie doliny Mierei.
10 października dowódca dywizji zameldował dowódcy armii swoją decyzję o rozpoczęciu natarcia. W dniu następnym, rano, w formie pisemnej do dowódców pułków, samodzielnych pododdziałów i jednostek wzmocnienia, trafił rozkaz bojowy. Całość działań wszystkich ogniw dywizji, została ponadto ujęta w formie tabeli walki, planu inżynieryjnego zabezpieczenia natarcia i tabeli sygnałów (dowodzenia).
Dywizja miała nacierać w dwóch rzutach. W pierwszym rzucie 1 i 2 pułk piechoty, a 3 pułk – w drugim. Główny wysiłek natarcia skoncentrowany został na prawym skrzydle. Tam za 2 pułkiem miał nacierać 3 pułk.
Przed atakiem planowano zmasowane przygotowanie artyleryjskie, mające trwać 100 minut. Z chwilą poderwania się piechoty, artyleria miała stworzyć przed piechotą podwójny wał ogniowy, który przesuwałby się przed nią w odległości ok. 200–300 m.
11 października o 20:00 gen. Berling otrzymał ze sztabu armii rozkaz przeprowadzenia 12 października, o 6:00 rozpoznania walką siłami batalionu. Nie będąc przekonany o słuszności takiego rozwiązania, prosił dowódcę armii o zmianę decyzji lub użycie mniejszych sił. Rozkazu nie zmieniono. Do rozpoznania wyznaczono I/1 pp. Powiadomiony wieczorem o zadaniu dowódca 1 pp nie poinformował natychmiast o nim dowódcy batalionu – mjr. Bronisława Lachowicza. Rozkaz do rozpoznania walką przekazał dopiero o 4:00, czyli dwie godziny przed natarciem.
Zaskoczony mjr Lachowicz miał powiedzieć: „No, to 50 procent mego batalionu już nie ma”. Udał się do pierwszorzutowych kompanii i przekazał zadania. Na sygnał czerwonej rakiety kompanie miały ruszyć do natarcia, podejść do Mierei, sforsować ją i zaatakować przedni skraj obrony nieprzyjaciela na kierunku wzgórza 215,5.

## Przebieg bitwy

### Rozpoczęcie walk
Punktualnie o godz. 5:55 artyleria polska otworzyła ogień. Pod jej osłoną ruszyły czołowe kompanie 1 bp. Żołnierze dość szybko pokonali rzekę, gdy podeszli na 200–300 m od niemieckich okopów spotkał ich ogień broni maszynowej i moździerzy. Część pododdziałów okopała się przed zaporami z drutu kolczastego, część wdarła się do pierwszej transzei niemieckiej. Natarcie załamało się.
Niemcy wyprowadzili kontratak, odrzucając batalion z zajętej pozycji. Kompanie zaległy 150 m przed przednim skrajem i okopały się. Kilku żołnierzy zostało wziętych do niewoli.
Niemcy byli silniejsi niż przypuszczano, posiadali duży potencjał ogniowy i zawczasu rozbudowaną obronę. Nierówna walka toczyła się od 6:00 do chwili rozpoczęcia przygotowania artyleryjskiego natarcia, a więc ponad trzy godziny.
Rozpoznanie walką za cenę olbrzymich strat (ponad 50 procent), potwierdziło opinię dowódcy dywizji, że Niemcy nie opuścili pozycji (co sugerował gen. Wasilij Gordow), a przeciwnie – wzmocnili swoje siły. Ujawniono dużą liczbę nowych środków ogniowych, większość na wzgórzu 215,5.

### Natarcie
12 października 1943 1 Polska Dywizja Piechoty im. Tadeusza Kościuszki wzmocniona 1 pułkiem czołgów, 1 kompanią rusznic przeciwpancernych, 1 kompanią fizylierek i kompanią karną, licząca ok. 12 400 żołnierzy, pod dowództwem gen. Zygmunta Berlinga z radzieckimi 290. i 42. Dywizjami Strzeleckimi, wspierane przez oddziały pancerne i artylerię, przekroczyły rzekę Miereję.
O 8:20 miało rozpocząć się przygotowanie artyleryjskie. Ze względu na mgłę terminy przesunięto o godzinę. O 9:20 salwa katiusz zapoczątkowała ogień artylerii. Jednak na rozkaz dowódcy 33. Armii, gen. Wasilija Gordowa, skrócono czas artyleryjskiego przygotowania ataku, tym samym nie uzyskując założonego celu – zniszczenia większości potencjału ogniowego i ludzkiego sił niemieckich. Dowódca armii i dowódca artylerii uznali, że siła i skuteczność ognia jest tak wielka, iż można czas przygotowania ogniowego skrócić o 40 minut. Uznano, że Niemcy wycofują się. Było jednak inaczej. Wróg opuścił pierwszą linię i ukrył się w przygotowanych schronach. Chociaż poniósł straty, zachował jednak pełną zdolność bojową. Decyzja ta, jak również fakt, iż dowództwo radzieckie nie szyfrowało rozkazów przekazywanych drogą radiową (wiadomości przesyłano otwartym tekstem), była jedną z głównych przyczyn późniejszych polskich strat.
Według historyka Kamila Anduły, przygotowanie artyleryjskie było niewystarczające, z powodu braku odpowiedniej ilości amunicji, spowodowanej trudnościami z zaopatrzeniem.

#### Atak

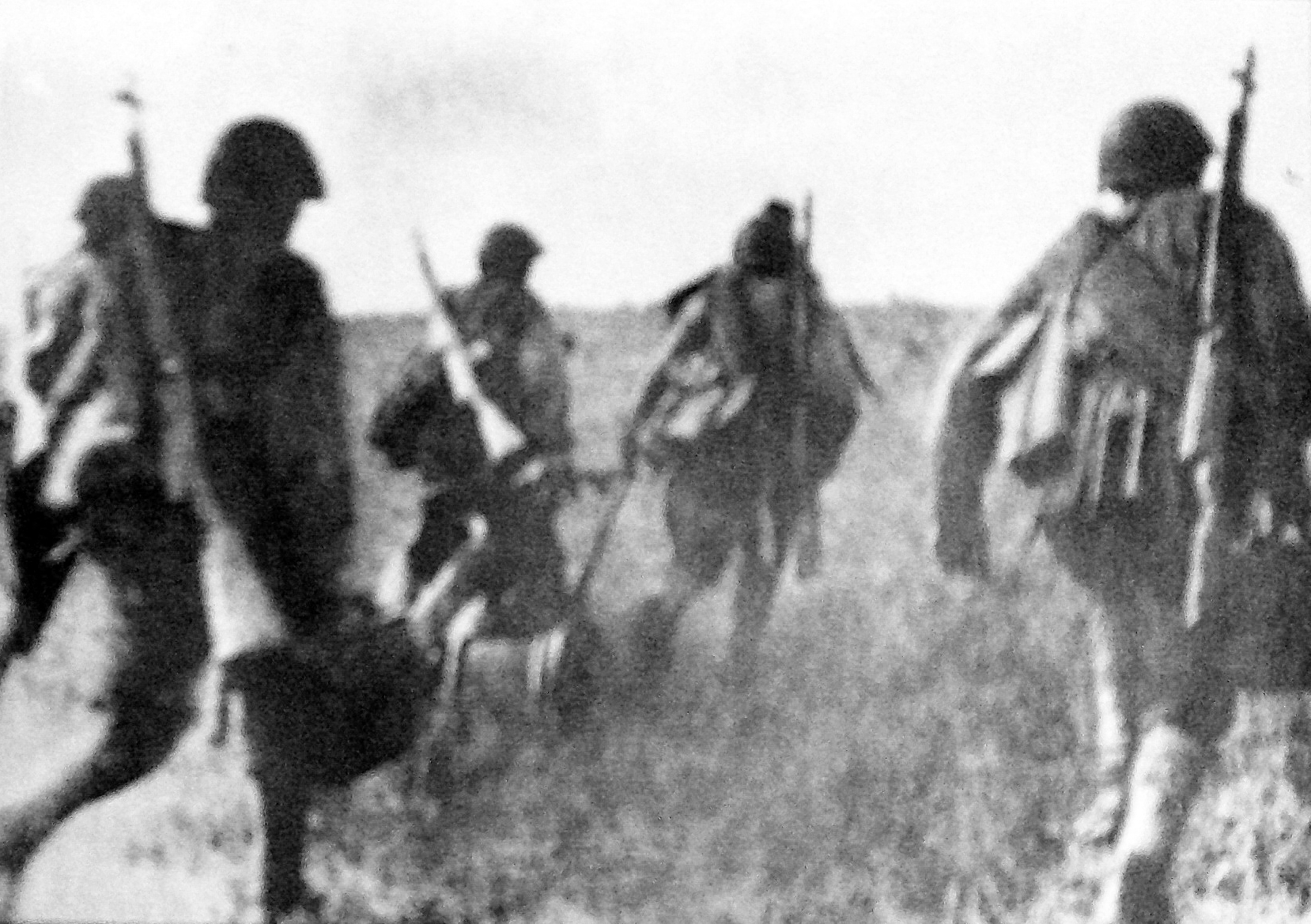
Atak Wojska Polskiego pod Lenino

Atak zaczął się o godz. 10:00. Wyrównana tyraliera z miejsca bez większego trudu zajęła pierwszą linię okopów. Ale atak ten wykazywał również nieznajomość zasad taktyki, nakazujących krycie się i natarcie skokami: „Nie trzeba być żołnierzem, nie trzeba być sztabowcem, wystarczy mieć tylko odrobinę wyobraźni: jedno wzgórze przed Trygubową, drugie przed Połzuchami, widoczność, nawet jak na jesienny dzień znakomita; na drodze z Lenino do Połzuch można policzyć pojedynczych ludzi”. Przyniósł również duże straty. Po chwilowym zaskoczeniu odezwał się niemiecki ogień. Bataliony szturmowały kolejną linię okopów, zapowiadał się pomyślny przebieg dalszego natarcia. Sąsiednie dywizje nie osiągnęły jednak takich efektów. Po chwilowym powodzeniu ich natarcie załamało się i nie ruszyło już z miejsca do końca bitwy. Poza tym artyleria sąsiednich dywizji nie zmieniła rubieży ogniowych i część polskich kompanii dostała się pod ich ogień. Powstało zamieszanie, natarcie chwilowo wstrzymano. Pułki tylko częściowo wykonały postawione zadania, ponosząc przy tym duże straty.
2 pułk piechoty atakował Połzuchy, skąd Niemcy prowadzili bardzo silny ogień. Natarcie pułku początkowo rozwijało się pomyślnie. Dość szybko wszystkie bataliony znalazły się w pierwszej linii. Udało się do 12:00 zdobyć miejscowość. Niemcy pozorowali poddanie się, a następnie uderzyli całą mocą. Jednak II. i III. bataliony nie dały się zaskoczyć. Wywiązała się dramatyczna walka ogniowa. Brakowało amunicji i pododdziały powoli zaczęły się wycofywać. Dowódca pułku postawił nowe zadania. Połzuchy zaatakowano ponownie z dwóch kierunków, a 3 bp dokonał obejścia. Zmasowany atak przyniósł efekty, miejscowość odzyskano.
1 pułk piechoty nacierał w lewo, wychodząc poza pas dywizji i atakował Trygubową. Miejscowość ta, zamieniona w silny punkt oporu, musiała być zdobyta, radziecka 290 Dywizja Strzelecka bowiem nie ruszyła do przodu, a pozostawienie jej w ręku niemieckim uniemożliwiało natarcie całej dywizji. Około południa opanowano Trygubową.
Zaczął się jednak kryzys bitwy, zabrakło amunicji, a czołgi nie podeszły jeszcze do rzeki i nie wsparły piechoty. Sąsiednie dywizje zostały zatrzymane na linii natarcia. 1 Dywizja wbiła się klinem na 2–3 km w ugrupowanie niemieckie, mając odsłonięte skrzydła.

#### Działanie czołgów

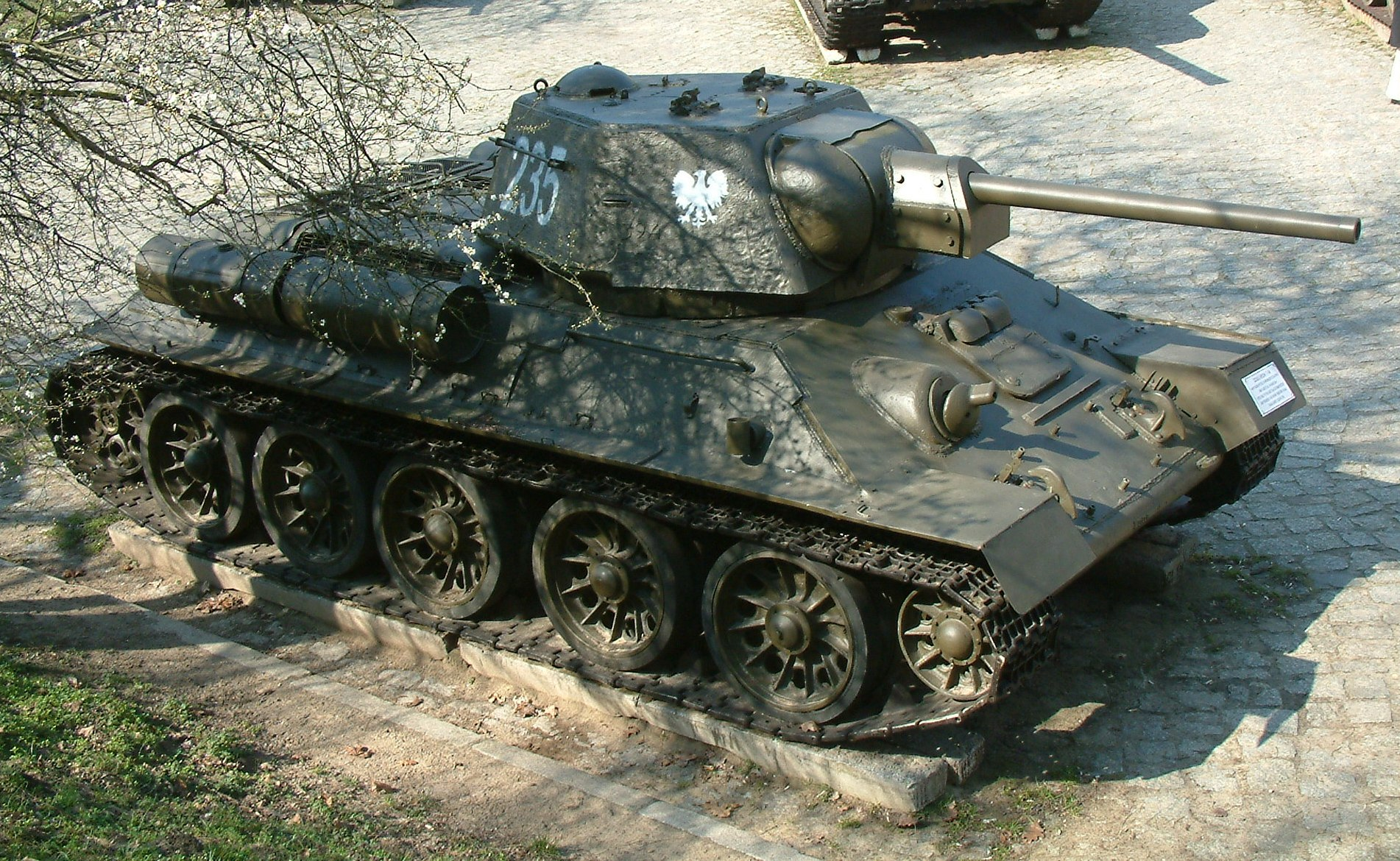
T-34/76 czołg podstawowy 1 pcz

Dopiero około 12:00 rozpoczęła się przeprawa czołgów przez Miereję, nie przygotowano jednak podejść do mostów. W 2 kompanii czołgów na podejściach do przeprawy ugrzęzło pięć wozów, a dwa zostały uszkodzone. Pozostałe trzy nie mogły się przeprawić. 1 kcz miała przejść po moście w Lenino. Została jednak zbombardowana przez samoloty niemieckie. Dopiero po południu udało się przeprawić kilka czołgów. Część z nich podczas ataków na Trygubową i Połzuchy została zniszczona i uszkodzona, pozostałe wspierały piechotę z niewielkim skutkiem. Te same trudności spotkały na przeprawie artylerię. Moździerze i lekkie działa pułkowe przenoszono dosłownie na plecach, wyrywano z bagna, by przeprawić je na drugi brzeg.

#### Kontratak niemiecki

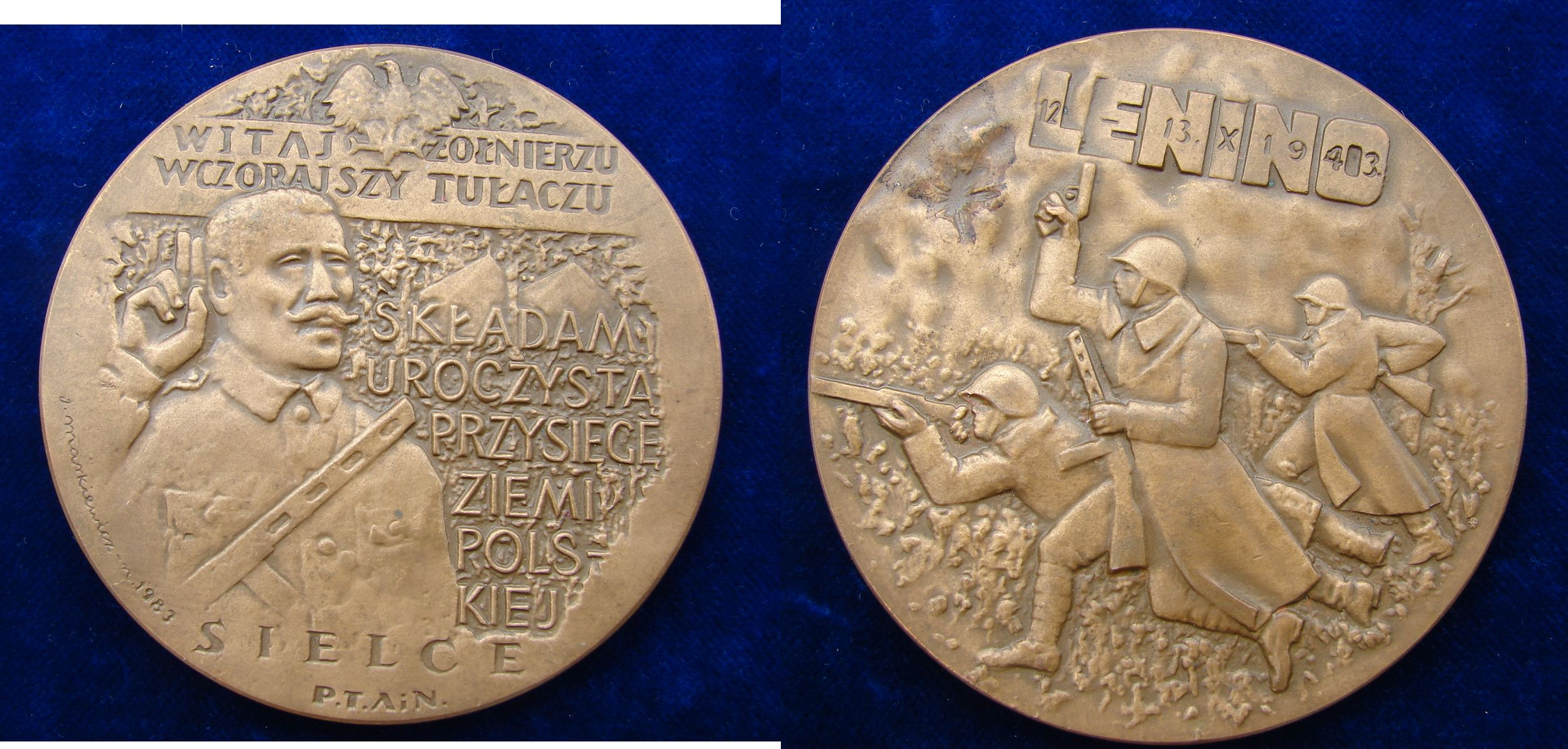
Medal 40-lecia bitwy pod Lenino 1943-1983

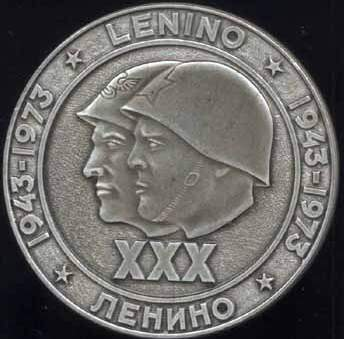
Medal 30-lecia bitwy pod Lenino 1943-1973

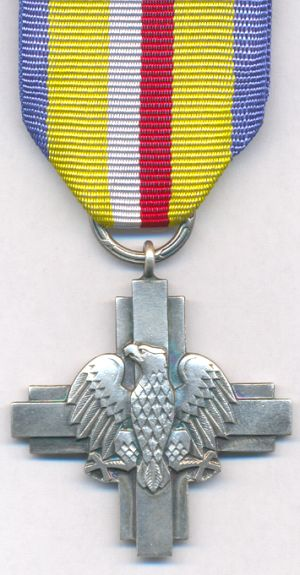
Krzyż Bitwy pod Lenino (awers)

O godz. 14:00 niemiecka 337 Dywizja Piechoty, wspierana przez odwody XXXIX Korpusu rozpoczęła kontratak ze skrzydeł i od czoła. Mgła podniosła się wyżej i do akcji wkroczyło niemieckie lotnictwo szturmowe i bombowe. Pierwszy kontratak na Trygubową został odparty, ale drugi przy wsparciu czołgów i dział pancernych wyrzucił 2 bp z Trygubowej.
Polski kontratak 3 bp tylko częściowo zmienił sytuację. Artyleryjskie wsparcie zaczęło słabnąć. Kolejne niemieckie kontrataki odrzuciły Polaków na zachodnie stoki wzg. 215.5. Brakowało amunicji, czołgów i wsparcia artylerii. Dowódca pułku ppłk Derks utracił zdolność dowodzenia. W szeregi 1 pułku wkradł się chaos. Dowództwo przejął płk Kieniewicz, zastępca dowódcy 1 DP.
Na kierunku 2 pp Niemcy też kontratakowali wsparci czołgami i lotnictwem. Przed zniszczeniem 2 pułk uratował ogień zaporowy 67 Brygady Haubic. Około 14:00 pułk został ponownie odrzucony z rejonu Połzuch i zmuszony do przejścia do obrony.

#### Wprowadzenie drugiego rzutu
W późnych godzinach popołudniowych na kierunku działania 1 pp wszedł do walki II rzut dywizji – 3 pułk piechoty. Luzowanie następowało pod bezpośrednim ogniem nieprzyjacielskich oddziałów.
1 pułk piechoty w czasie wchodzenia do bitwy liczył ponad 2800 żołnierzy, a w chwili wycofania zaledwie 500.
O 19:20 pułki 2. i 3. wsparte 16 czołgami wznowiły natarcie. Nie udało się jednak złamać oporu Niemców. Nie zdobyto ponownie Trygubowej i Połzuch. W ciągu nocy walki nie ustawały. Mimo zaangażowania 3 pułkowi nie udało się rozwinąć natarcia. 2 pułk piechoty odparł w nocy pięć kontrataków i utrzymał linię obrony.

### Drugi dzień bitwy
Wieczorem o 20:00 12 października gen. Berling otrzymał zadanie na dzień następny. Według planu o 7.45 miała rozpocząć się 15-minutowa nawała artyleryjska, a o 8:00 powinna ruszyć do natarcia piechota wsparta czołgami.
W nocy zebrano amunicję z trzech dywizji drugiego rzutu i dostarczono ją na pierwszą linię. Tyły dywizji wraz z zaopatrzeniem wciąż pozostawały daleko za linią frontu.
Nazajutrz 13 października, mimo nalotów niemieckich na polskie pozycje, 1 Dywizja Piechoty zaatakowała. Natarcie polskie wspierane było nieudanymi atakami polskich 1 i 2 kompanii czołgów. 3 kompania czołgów utknęła przed Miereją i nie wzięła udziału w ataku.
Niemcy natychmiast podjęli przeciwdziałanie. Mimo wysiłków Polaków, tylko 2 pułk piechoty wsparty sześcioma czołgami opanował Połzuchy. 3 pułk mimo wsparcia czołgów nie zdobył Trygubowej.
Piechota polska atakowana przez lotnictwo odpierała kolejne kontrataki. Pułki przeszły do obrony. 2 pułk utracił zdobyte w krwawej walce Połzuchy.
Gen. Berling został wezwany na stanowisko dowodzenia 33 Armii. Doszło do ostrej wymiany zdań między dowódcami. W efekcie o 17:00 Berling otrzymał rozkaz informujący, że w nocy z 13 na 14 października dywizja zostanie wycofana z walki, a jej miejsce zajmie radziecka 164 Dywizja Strzelecka.
Do 20:00 Polacy odzyskali Połzuchy. 14 października rano oddziały polskie i radzieckie wycofały się za Miereję.

## Bilans

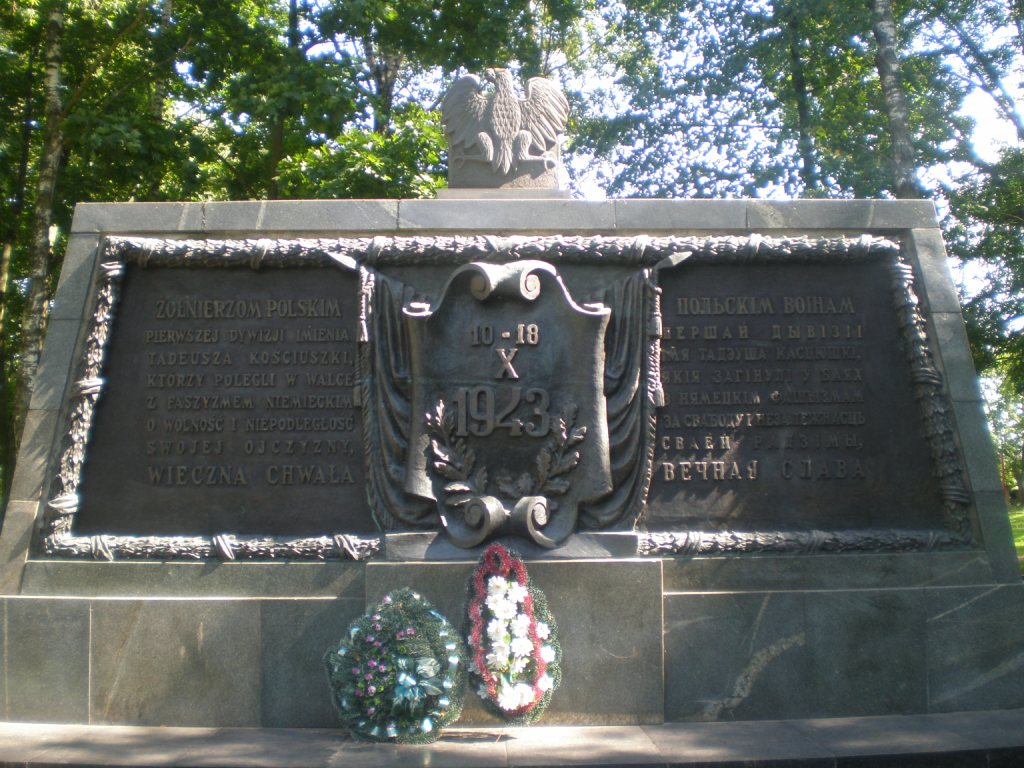
Płyta główna Polskiego Cmentarza Wojennego w Lenino

1 Dywizja Piechoty przełamała obronę nieprzyjaciela, ale nie w pełni wykonała swoje zadanie. Związała i wykrwawiła znaczne siły przeciwnika. W walkach Niemcy stracili 1500 żołnierzy, a 326 dostało się do niewoli. Zniszczono 72 karabiny maszynowe, 42 działa i moździerze, 2 czołgi oraz strącono 5 samolotów.
W czasie walk dywizja wraz z jednostkami wsparcia poniosła tak ciężkie straty (510 zabitych, 1776 rannych, a 776 dostało się do niewoli niemieckiej lub zostało uznanych za zaginionych bez wieści, tj. ok. 25% całego stanu osobowego), że po dwóch dniach walki musiała zostać wycofana z pierwszej linii.
„15 października dokonano oceny bitwy. 1 pułk piechoty stracił 1600 ludzi zabitych, rannych i zaginionych bez wieści. Z pierwszego batalionu pozostali nieliczni. 2 pułk stracił 900, 3 pułk 500”.
Za udział w tej bitwie przyznawane było odznaczenie – Krzyż Bitwy pod Lenino.
Ocenia się obecnie, że bitwa potwierdziła wysoką wartość bojową polskich żołnierzy, biorąc pod uwagę, że byli oni niedoświadczeni bojowo, słabo wyszkoleni i nie najlepiej dowodzeni. Ich przeciwnikiem były doświadczone niemieckie oddziały. Polscy żołnierze przedarli się przez pierwszą linię obrony w głąb ugrupowania przeciwnika i zajęli dwie kluczowe wsie w jego systemie obronnym. Dywizja częściowo wykonała powierzone zadanie, po czym otoczona musiała się wycofać. Przy tym, ocenia się obecnie, że gdyby dywizja zdołała się włamać w niemiecką obronę zgodnie z planem na głębokość 17 km, prawdopodobnie bez wsparcia zostałaby odcięta i rozbita. Duże straty osobowe nie były nadzwyczajnie wysokie jak na specyfikę walk na froncie wschodnim.
Istnieje wersja, że kilkuset żołnierzy 1. Dywizji Piechoty miało zdezerterować na stronę niemiecką, niemniej według niektórych autorów jest to mit, a niemieckie raporty podają jedynie 21 przejętych dezerterów.

## Upamiętnienie

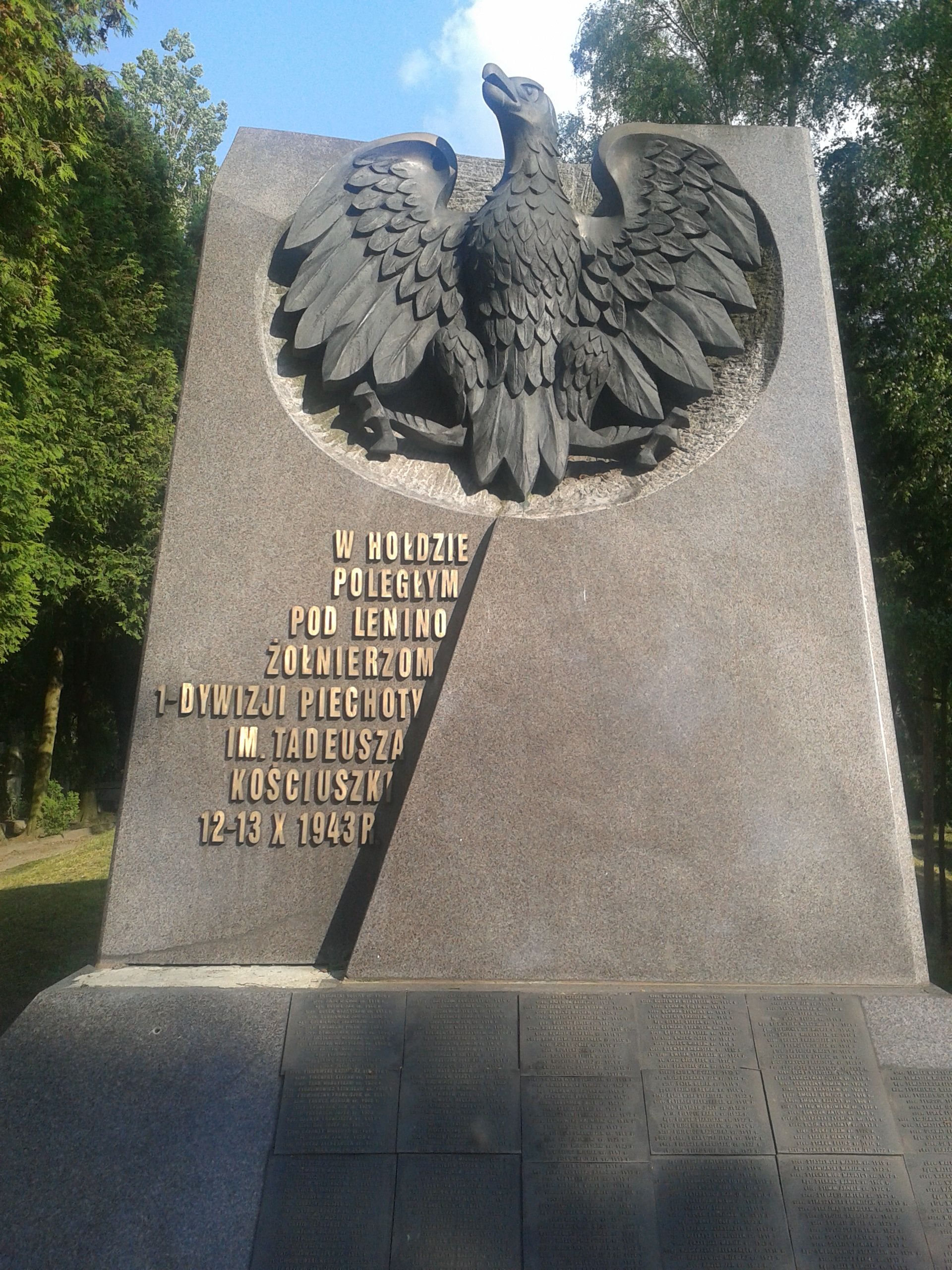
Pomnik poległych pod Lenino żołnierzy 1 Dywizji Piechoty im. Tadeusza Kościuszki. Cmentarz Wojskowy na Powązkach

Walki żołnierzy polskich o Lenino zostały upamiętnione na Grobie Nieznanego Żołnierza w Warszawie, napisem na jednej z tablic po 1945 i po 1990 „LENINO 12 – 13 X 1943” oraz napisem „LENINO” na zniczu Grobu Nieznanego Żołnierza w Krakowie.
Wieś Trygubowa pod Lenino na pamiątkę walk z 12 października 1943 została przemianowana na Kościuszkowo.
W 1961 w Warszawie nadano jednej z ulic w dzielnicy Wola (Ulrychów) nazwę Bitwy pod Lenino. Ulica Żołnierzy Lenino znajduje się też na Wilczym Młynie w Poznaniu. 
W 1968 w Lenino odsłonięto pomnik-mauzoleum oraz otwarto Muzeum Polsko-Radzieckiego Braterstwa Broni. Wieś została także odznaczona Krzyżem Grunwaldu II klasy. W 1989 powstał w Lenino cmentarz poległych żołnierzy polskich. Od 24 listopada 1961 ulica w Warszawie, na terenie obecnej dzielnicy Wola, nosi nazwę ulicy Bitwy pod Lenino.
W 1983 został wybity medal upamiętniający bitwę pod Lenino, wydany przez Mennicę Państwową, a zaprojektowany przez Józefa Markiewicza.
Bitwa ta była pierwszym bojem zorganizowanych w ZSRR wojsk polskich i dlatego jej rocznica (12 października) była od 1950 do 1991 roku. obchodzona jako Dzień Wojska Polskiego.
W okresie PRL stała się symbolem wysiłku zbrojnego żołnierza polskiego podczas II wojny światowej i jednocześnie sojuszu z ZSRR, w przeciwieństwie do początkowo pomijanych, a później marginalizowanych walk Polskich Sił Zbrojnych na Zachodzie. W propagandzie przedstawiano ją jako istotne zwycięstwo oraz podkreślano wyłącznie bohaterstwo żołnierzy. Określana bywa jako jeden z „mitów założycielskich” PRL. Po transformacji ustrojowej, w związku z kontrowersyjnymi ocenami Ludowego Wojska Polskiego, bitwa została w dużym stopniu zapomniana i zmarginalizowana.